# Власово (Липецкая область)
Вла́сово — село Афанасьевского сельсовета Измалковского района Липецкой области России.

## Название
Название — по первопоселенцам Власовым.

## История
Сельцо Власово, 43 двора, упоминается в документах 1778 года.

## Население
| 2010 |
| ---- |
| 218  |